# Clara Basiana
Clara Basiana Cañellas (ur. 23 stycznia 1991 w Barcelonie) – hiszpańska pływaczka synchroniczna, medalistka olimpijska z Londynu, pięciokrotna medalistka mistrzostw świata.
W 2012 startowała w letnich igrzyskach olimpijskich w Londynie, biorąc tam udział w rywalizacji drużyn. W tej konkurencji Hiszpanka wywalczyła brązowy medal dzięki rezultatowi 193,12 pkt.
Począwszy od 2009 roku, czterokrotnie startowała w mistrzostwach świata – medale zdobywała na czempionatach w Szanghaju (2 brązowe) i Barcelonie (3 srebrne). W latach 2010–2014 na mistrzostwach Europy (Budapeszt, Eindhoven, Berlin) wywalczyła sześć medali, w tym dwa złote.